# Le Quesnel-Aubry
Le Quesnel-Aubry település Franciaországban, Oise megyében. Lakosainak száma 220 fő (2022. január 1.). Le Quesnel-Aubry Bucamps, Essuiles, Montreuil-sur-Brêche, Nourard-le-Franc és Le Plessier-sur-Bulles községekkel határos.

## Népesség
A település népességének változása:
| Lakosok száma | 205  | 215  | 222  | 213  | 219  | 222  | 225  | 223  | 220  |
|               | 2013 | 2015 | 2016 | 2017 | 2018 | 2019 | 2020 | 2021 | 2022 |